# برن (سوئیس)
بِرن (به انگلیسی: Bern) پایتخت غیررسمی سوئیس است (این کشور پایتخت رسمی ندارد). این شهر در ناحیه برن از ایالت برن واقع شده‌است. شهر برن با جمعیتی حدود ۱۴۴٬۰۰۰ نفر (تا سال ۲۰۲۰ میلادی)، پنجمین شهر پرجمعیت سوئیس بوده‌است. ناحیه برن، که شامل ۳۶ شهرداری است، در سال ۲۰۱۴ میلادی، ۴۰۶٬۹۰۰ نفر جمعیت داشت. منطقهٔ شهری برن در سال ۲۰۰۰ میلادی دارای ۶۶۰٬۰۰۰ نفر جمعیت بود. زبان رسمی در برن، آلمانی است ولی زبان شفاهی اصلی نوعی گویش آلمانیش به‌نام برنیز ژرمن (Bären Deutsch) است. شهر برن در سال ۲۰۱۰، جزو ۱۰ شهر برتر جهان از نظر کیفیت زندگی معرفی شد.
دانشگاه علوم کاربردی برن، از مراکز آموزشی این شهر است. رودخانهٔ آر که دومین رودخانهٔ پرآب سوئیس بعد از رودخانه معروف راین است، از وسط این شهر می‌گذرد.